# Tatort: Fährmann
Fährmann ist ein Fernsehfilm aus der Krimireihe Tatort. Der vom SRF produzierte Beitrag ist die 1285. Tatort-Episode und wurde am 22. Dezember 2024 im SRF, im ORF und im Ersten ausgestrahlt. Die beiden Zürcher Ermittlerinnen Grandjean und Ott ermitteln in ihrem achten Fall.

## Handlung
Auf dem Weihnachtsmarkt spricht Marek Godecki aus Warschau Isabelle Grandjean an, in einem Hotel haben die beiden einen One-Night-Stand.
Kurz darauf erhält Grandjean über das Restaurant, in dem sie nebenbei arbeitet, einen Brief mit Orts-Koordinaten und der geheimnisvollen Nachricht Nichts leichter als in den Hades hinabzusteigen. An der angegebenen Stelle, unter einem Fußgängersteg über die Sihl, findet sie eine Leiche, in deren Mund eine antike Münze steckt. Grandjean ist schockiert und nimmt die Münze an sich, bevor sie ihre Kollegen anruft. Das Opfer wurde mit dem Gift des Schierlings vergiftet.
Die Situation erinnert Grandjean an eine Serie von Morden, die sie vor Jahren in La Chaux-de-Fonds bearbeitet hatte. Auch dort hatte man den Opfern einen antiken Charonspfennig in den Mund gelegt. Philipp Tournier hatte die Taten gestanden und im Gefängnis Suizid begangen. Marek Godecki ruft Grandjean anonym mit verzerrter Stimme an und gibt sich als Mörder zu erkennen. Ohne ihre Kollegin hiervon zu informieren, ermittelt Grandjean auf eigene Faust. Tourniers Mutter hält ihren Sohn für unschuldig, wegen Grandjean sei er gestorben. In einem weiteren anonymen Telefonat lässt der Mörder Grandjean wissen, dass sie mit Tournier einen Unschuldigen verhaftet habe.
Unterdessen ermittelt Ott, dass es sich bei der Tat um eine in einer Serie von Morden handelt, bei denen kürzlich arbeitslos gewordene Menschen mit Schierling getötet und mit einem Charonspfennig versehen werden. Sie findet heraus, dass Grandjean vor Jahren Philipp Tournier für solche Taten verhaftet hatte.
Kurz bevor Grandjean Godecki als den Mörder entlarvt, gelingt es ihm, sie mit Schierling zu vergiften und der schon hilflosen Polizistin einen Charonspfennig in den Mund zu schieben. Ott und Grandjeans Freund Milan Mandic alarmieren jedoch gerade noch rechtzeitig den Rettungsdienst. Die Polizei kann einen letzten Mord Godeckis verhindern, nicht jedoch, dass er sich selbst tödlich vergiftet.

## Hintergrund
Der Film wurde vom 13. November 2022 bis zum 7. Februar 2023 an 22 Drehtagen in Zürich und La Chaux-de-Fonds gedreht.

## Rezeption

### Kritiken
„Dieser »Tatort« trägt den Titel »Fährmann« und erinnert in seiner trivialmythologischen Ausschlachtung an klassische Psychokillerfilme der Neunzigerjahre, Täter-Ermittlerin-Knistern inklusive. Da dieses Retro-Element konsequent und kunstfertig durchgezogen wird, bleibt man am Ball. Zudem gelingt es den »Tatort«-Machern, dem Oldschool-Thriller immer wieder aktuelle, eigene Facetten zu verleihen.“

### Einschaltquoten
Die Erstausstrahlung von Fährmann am 22. Dezember 2024 wurde in Deutschland von 6,78 Millionen Zuschauern gesehen und erreichte einen Marktanteil von 24,6 % für Das Erste.